# Tadeáš Plaček
Tadeáš Plaček (* 22. März 2003) ist ein tschechischer Leichtathlet, der sich auf den Sprint fokussiert und sich auf den 400-Meter-Lauf spezialisiert hat.

## Sportliche Laufbahn
Erste internationale Erfahrungen sammelte Tadeáš Plaček beim Europäischen Olympischen Jugendfestival (EYOF) 2019 in Baku, bei dem sie in 48,58 s den fünften Platz im 400-Meter-Lauf belegte und mit der tschechischen Sprintstaffel (1000 Meter) mit 1:58,81 min den Finaleinzug verpasste. 2021 belegte er bei den U20-Europameisterschaften in Tallinn mit 47,35 s den achten Platz über 400 Meter und schied mit der 4-mal-400-Meter-Staffel mit 3:11,67 min im Vorlauf aus. Anschließend kam er bei den U20-Weltmeisterschaften in Nairobi mit 47,87 s nicht über die erste Runde im Einzelbewerb hinaus, belegte aber mit der Mixed-Staffel in 3:28,51 min den achten Platz. Im Jahr darauf startete er mit der 4-mal-400-Meter-Staffel bei den Hallenweltmeisterschaften in Belgrad und klassierte sich dort mit 3:07,98 min auf dem fünften Platz. Im August schied er bei den U20-Weltmeisterschaften in Cali mit 46,63 s im Halbfinale über 400 Meter aus und gelangte mit der Staffel mit 3:09,36 min auf Rang sieben.
2020 wurde Plaček tschechischer Meister in der 4-mal-400-Meter-Staffel.

## Persönliche Bestzeiten
- 400 Meter: 46,56 s, 2. August 2022 in Cali
  - 400 Meter (Halle): 47,09 s, 20. Februar 2022 in Ostrava